# 根室駅
根室駅（ねむろえき）は、北海道根室市光和町2丁目にある北海道旅客鉄道（JR北海道）根室本線（花咲線）の駅。根室本線の終着駅であり日本最東端の駅である。電報略号はネム。事務管理コードは▲110454。

## 歴史

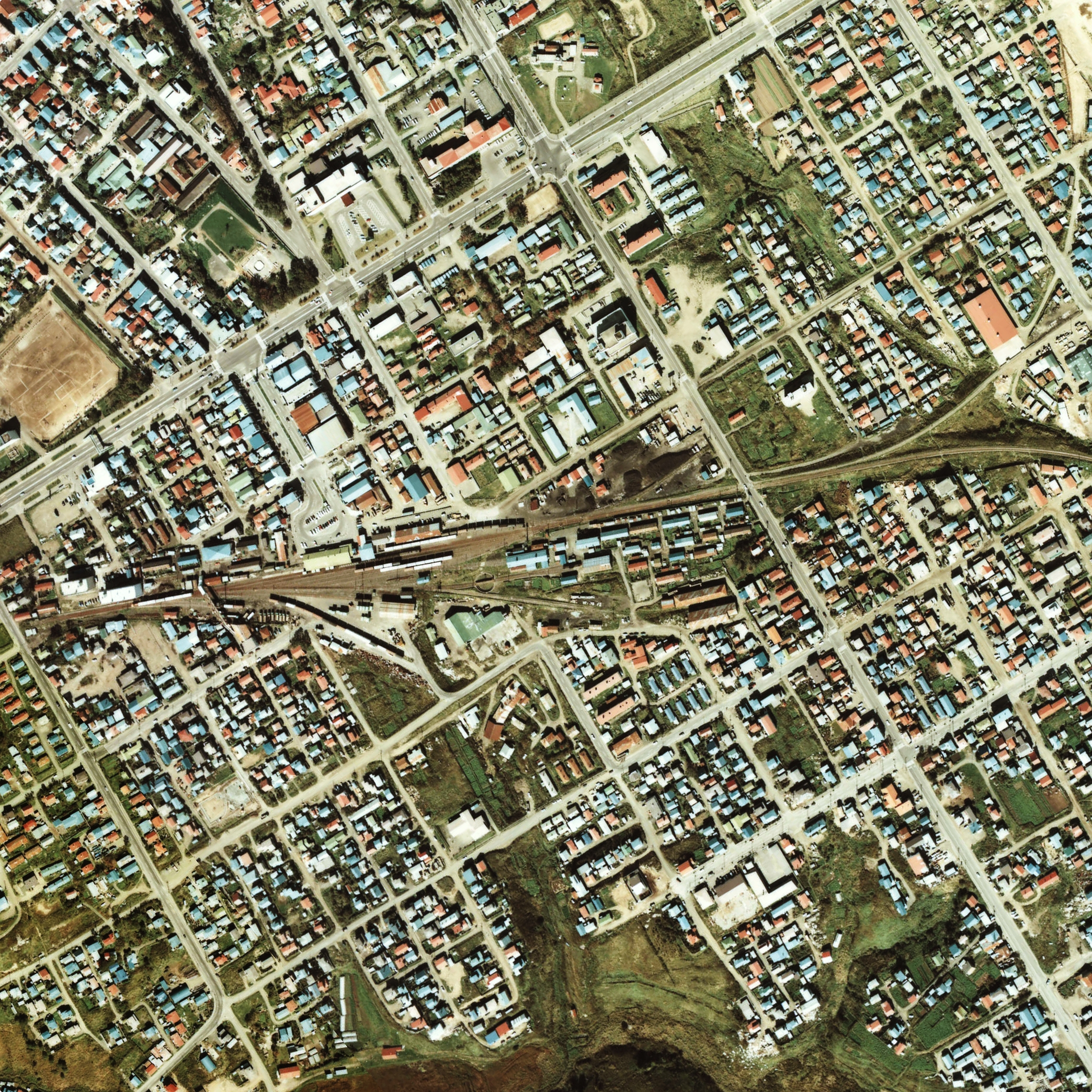
1978年の根室駅と周囲1 km範囲。右側の下が本線釧路方面で、右上隅に向かってカーブして行く貨物線の臨港線の軌道跡が2つの道路に転用されて残っている。その転用道路が変更する位置（大きな赤い屋根の建家右下隅付近）からは、かつて海軍根室第二飛行場へ向かう軍用貨物線が分岐していたが、駐車場になっていて軌道跡は無くなっている。
駅舎は大きな木造で、単式ホーム1面を有しており、駅裏は多数の仕分けもしくは留置線が分岐して、斜めに設けられた1本の通路線へ合流している。この通路線の一方は駅終端で本線から伸びる折り返し線へ合流する。もう一方は駅裏の整備車庫へ向い、途中に青い小さな保線車庫や、転車台を有する小さな機関区への入出庫線が分岐している。その内側にも留置線群の一番外から釧路側へ分岐して青い車庫へ向かう入出庫線がある。駅舎横の釧路側に一般貨物ホームと2本の引込み線、釧路側に向けて石炭のヤードと荷降線。駅裏には三角状のコンテナホームと折り返し線から分岐する2本の引込み線を有している。
なお、根室拓殖鉄道の根室駅は、この写真の右上方向外側の有磯町に設けられていたため、直線距離でも800 m程離れていた。

### 年表

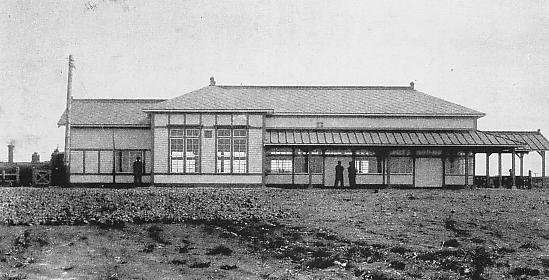
戦前の根室駅

- 1921年（大正10年）8月5日：鉄道省根室本線（同日、釧路本線を改称）の西和田駅 - 当駅間延伸に伴い開業（一般駅）[3]。浜釧路機関庫根室駐泊所設置。給水所及び転車台設置[4]。
- 1929年（昭和4年）12月27日：根室拓殖鉄道歯舞駅開業に伴い日本最東端の駅が歯舞駅に移る。
- 1934年（昭和9年）8月12日：当駅 - 根室港駅間の貨物支線開業[5][4]。国鉄最東端の駅が根室港駅に移る。
- 1936年（昭和11年）9月28日：昭和天皇の北海道巡幸。釧路駅 - 根室駅間でお召し列車が往復で運行[6]。
- 1951年（昭和26年）4月1日：釧路客貨車区根室支区設置[4]。
- 1959年（昭和34年）
  - 6月20日：根室拓殖鉄道歯舞駅が路線ともども廃止され、旅客駅としては当駅が再び日本最東端（貨物駅を含めると根室港駅）となる。
  - 8月3日：駅舎改築[4]。
- 1961年（昭和36年）9月1日：東根室駅開業に伴い[4][7]、日本最東端の駅が東根室駅となる[注釈 2]。
- 1965年（昭和40年）10月1日：根室港駅への貨物支線廃止。取り扱っていた貨物は本駅に新設の構内側線（西貨物線）で取り扱いに変更[4]。
- 1973年（昭和48年）10月18日：コンテナ基地新設[4]。
- 1974年（昭和49年）4月7日：座席予約端末装置が稼働を開始し[4]、みどりの窓口営業開始[10][11]。
- 1984年（昭和59年）2月1日：貨物取扱いを廃止[4]。また周辺駅での荷物の取り扱いを当駅に集約[4]。
- 1986年（昭和61年）11月1日：荷物の取扱いを廃止[12]。
- 1987年（昭和62年）4月1日：国鉄分割民営化で北海道旅客鉄道の駅になる[12]。
- 1998年（平成10年）
  - 5月15日：千島桜を植樹[4]。
  - 11月21日：構内改良工事竣工。跨線人道橋（駅裏への自由通路）撤去[4]。
- 2004年（平成16年）：駅弁の販売開始。
- 2014年（平成26年）7月1日：当駅の工務部門を分離し保線所に移管[JR北 1]。
- 2015年（平成27年）
  - 3月31日：駅レンタカーの営業を終了[13]。
  - 9月30日：キヨスクが閉店[新聞 1]。
- 2025年（令和7年）
  - 2月27日：自動券売機を廃止[新聞 2]。
  - 3月15日：同日のダイヤ改正で東根室駅が廃止され、当駅が再び日本最東端の駅となる[JR北 2]。

## 駅構造
単式ホーム1面1線を持つプレハブ構造の地上駅。ホームの北側に接して平屋の駅舎がある。構内の南側にはホームのない副本線が1線引かれており、機回しが可能である。
社員配置駅。みどりの窓口が設置されている。
管理駅として、姉別駅 - 西和田駅間の各駅を管理下に置いている。
1998年（平成10年）10月31日までは側線群の南側にコンテナホームが設置されていた。また、駅周辺にある売炭所への専用線もあった。

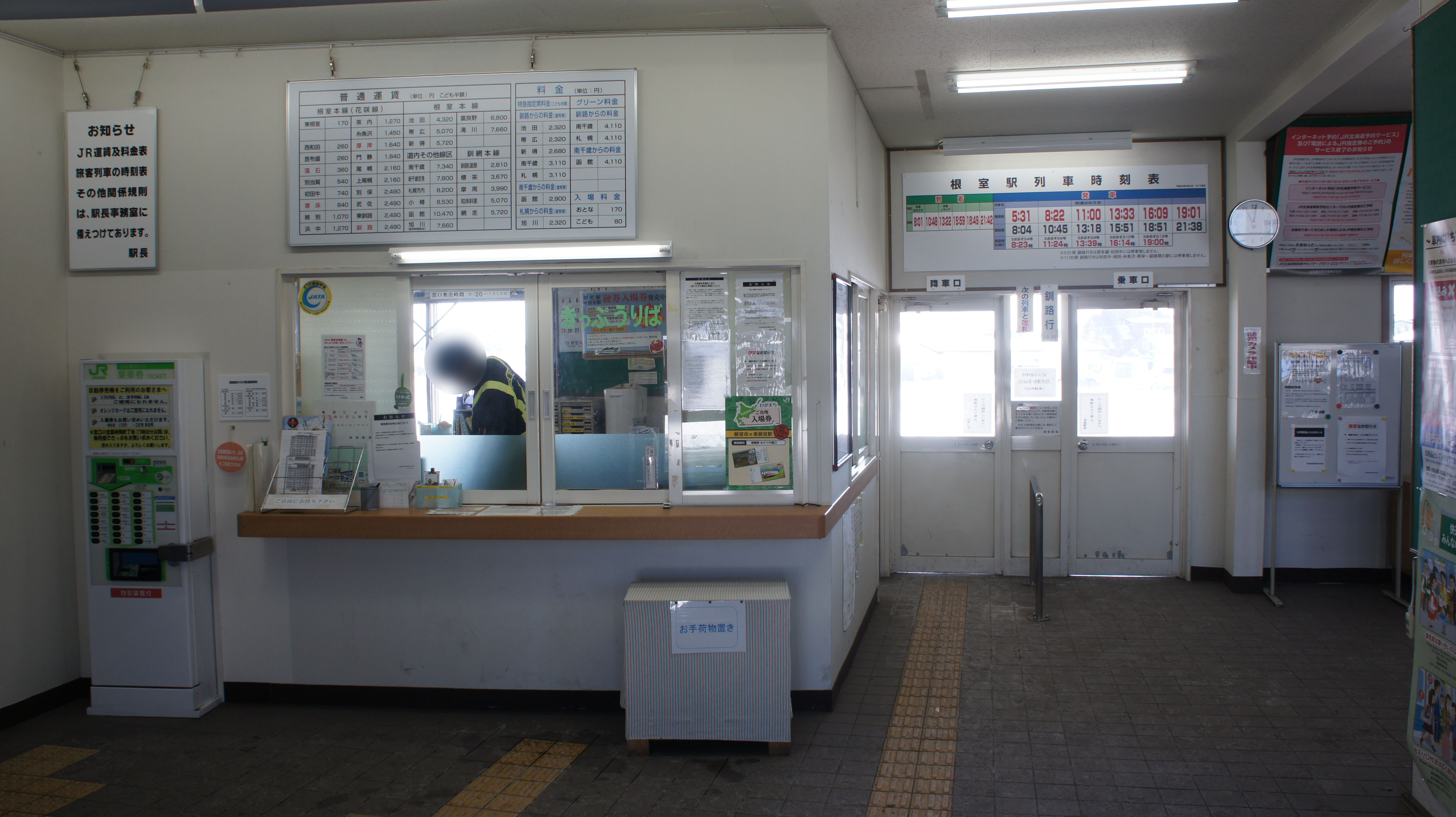
改札口（2018年2月）
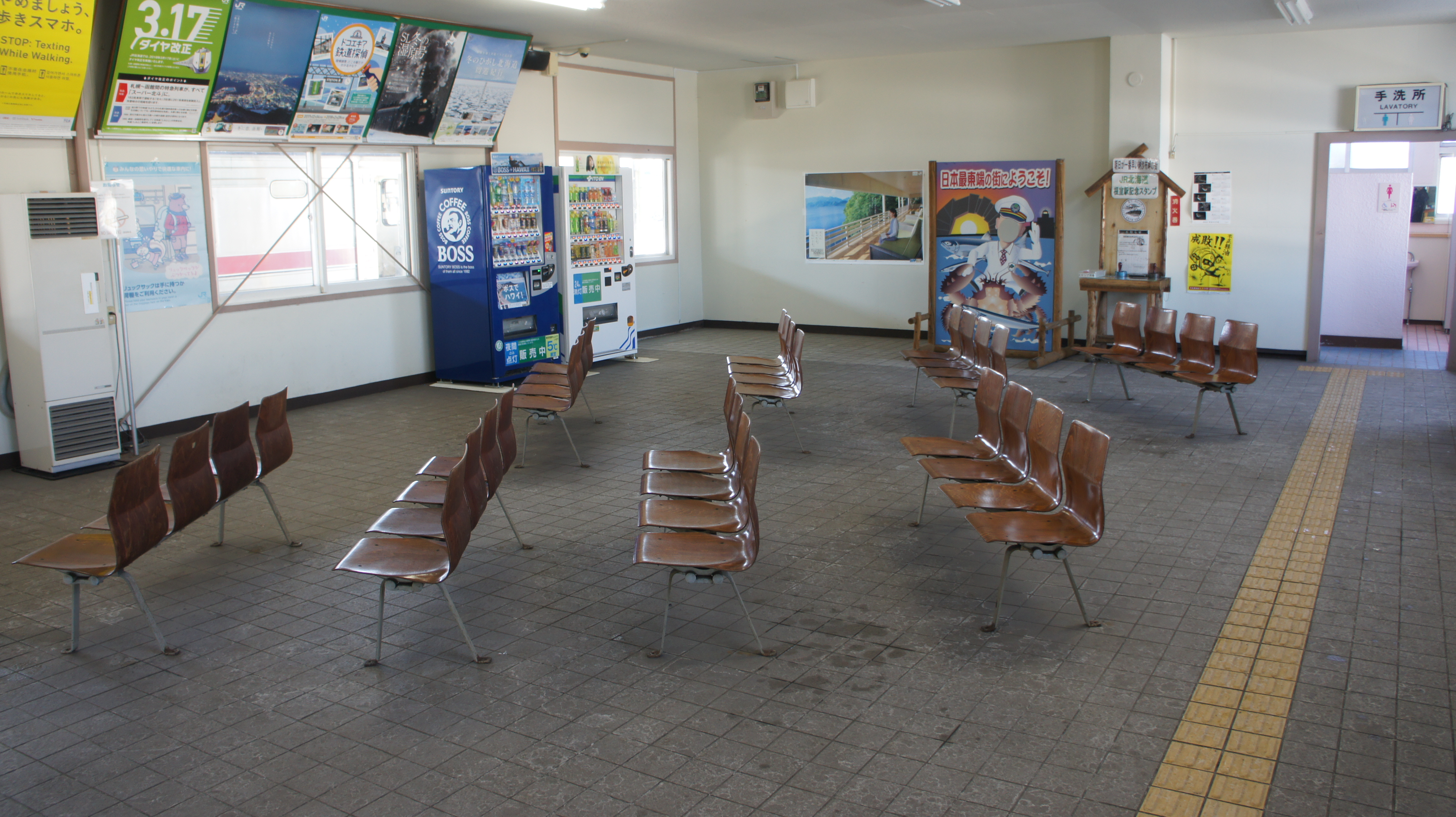
待合室（2018年2月）
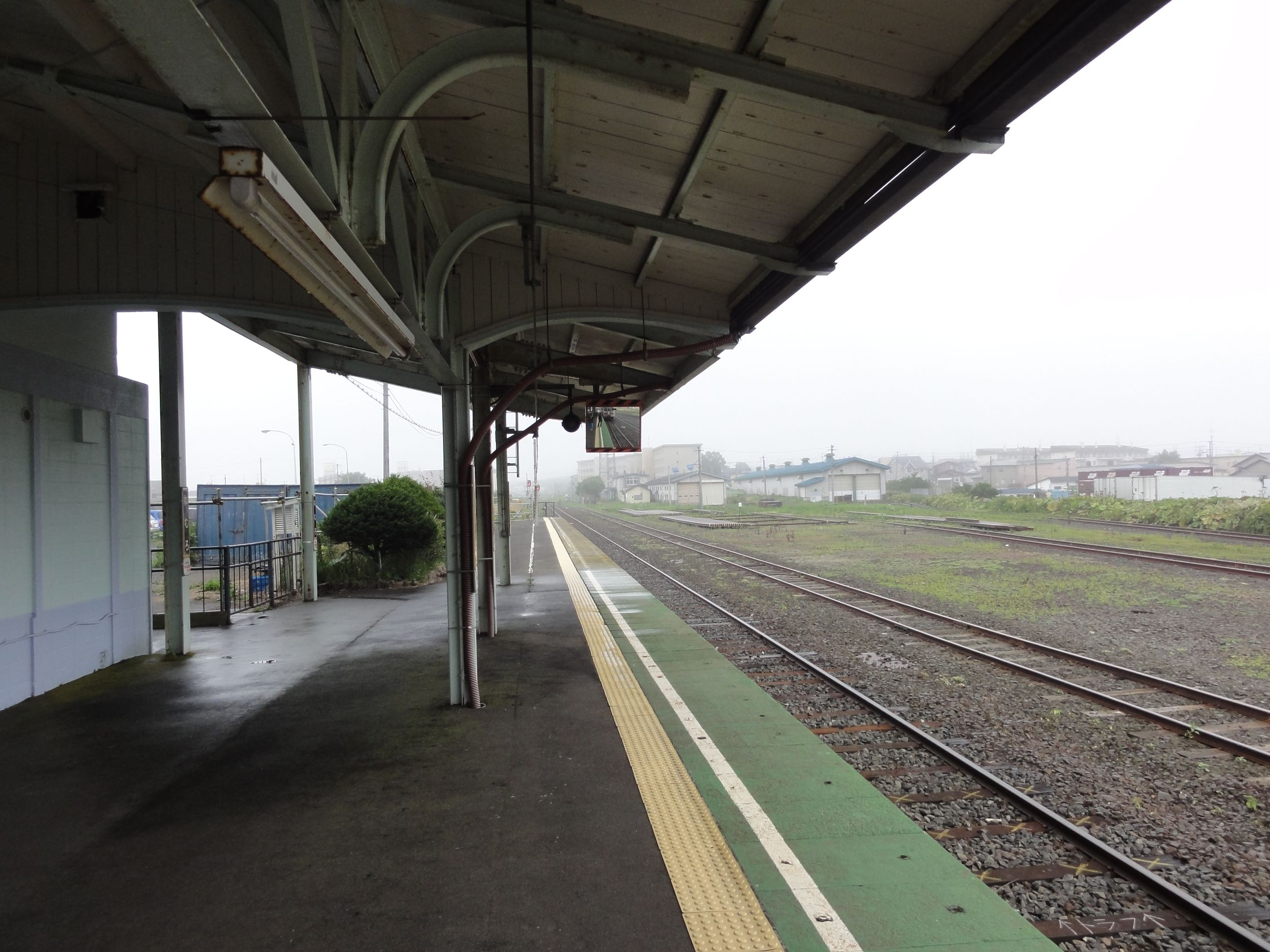
ホーム（2011年8月）
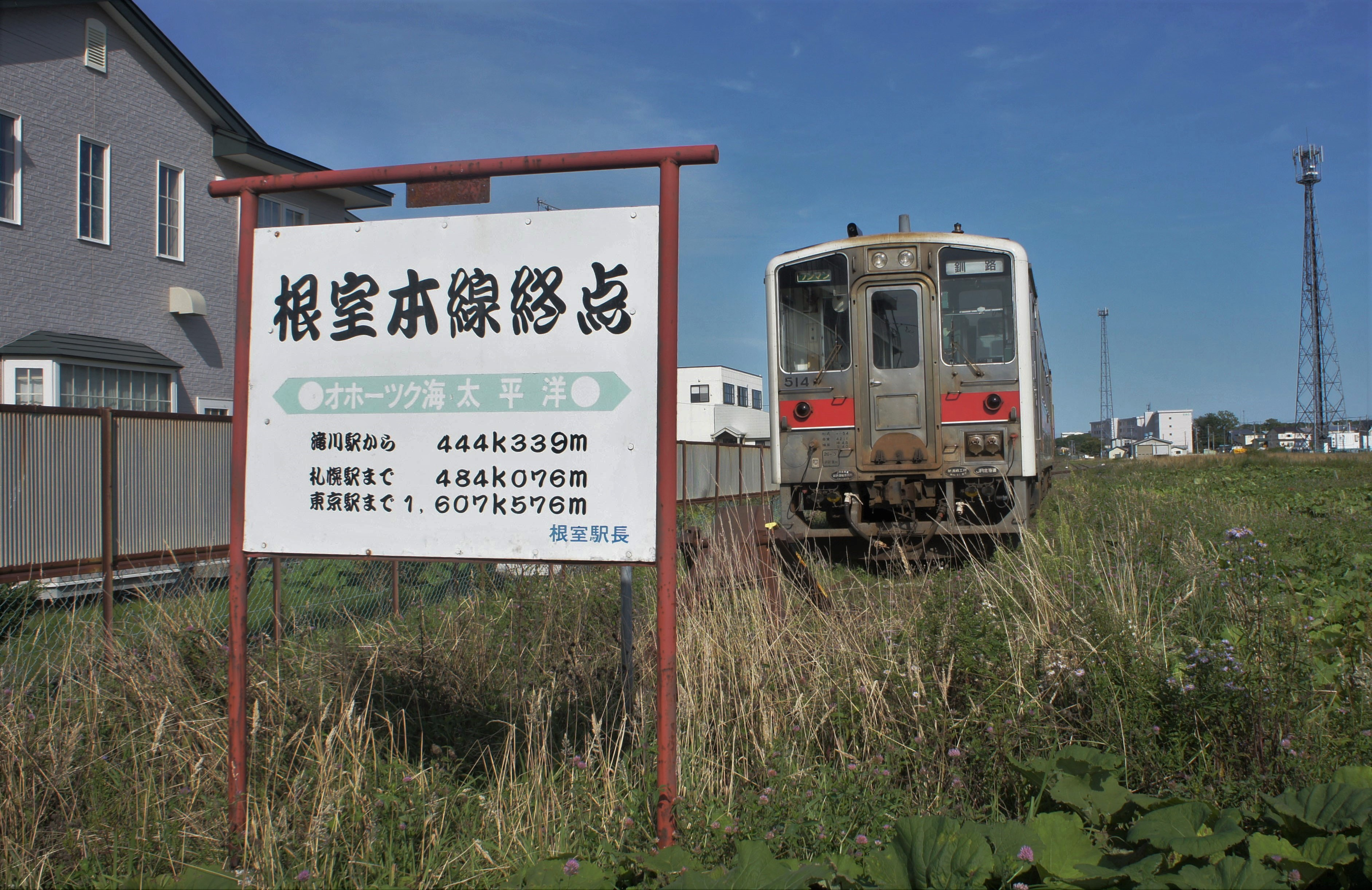
根室本線終点（2018年9月）
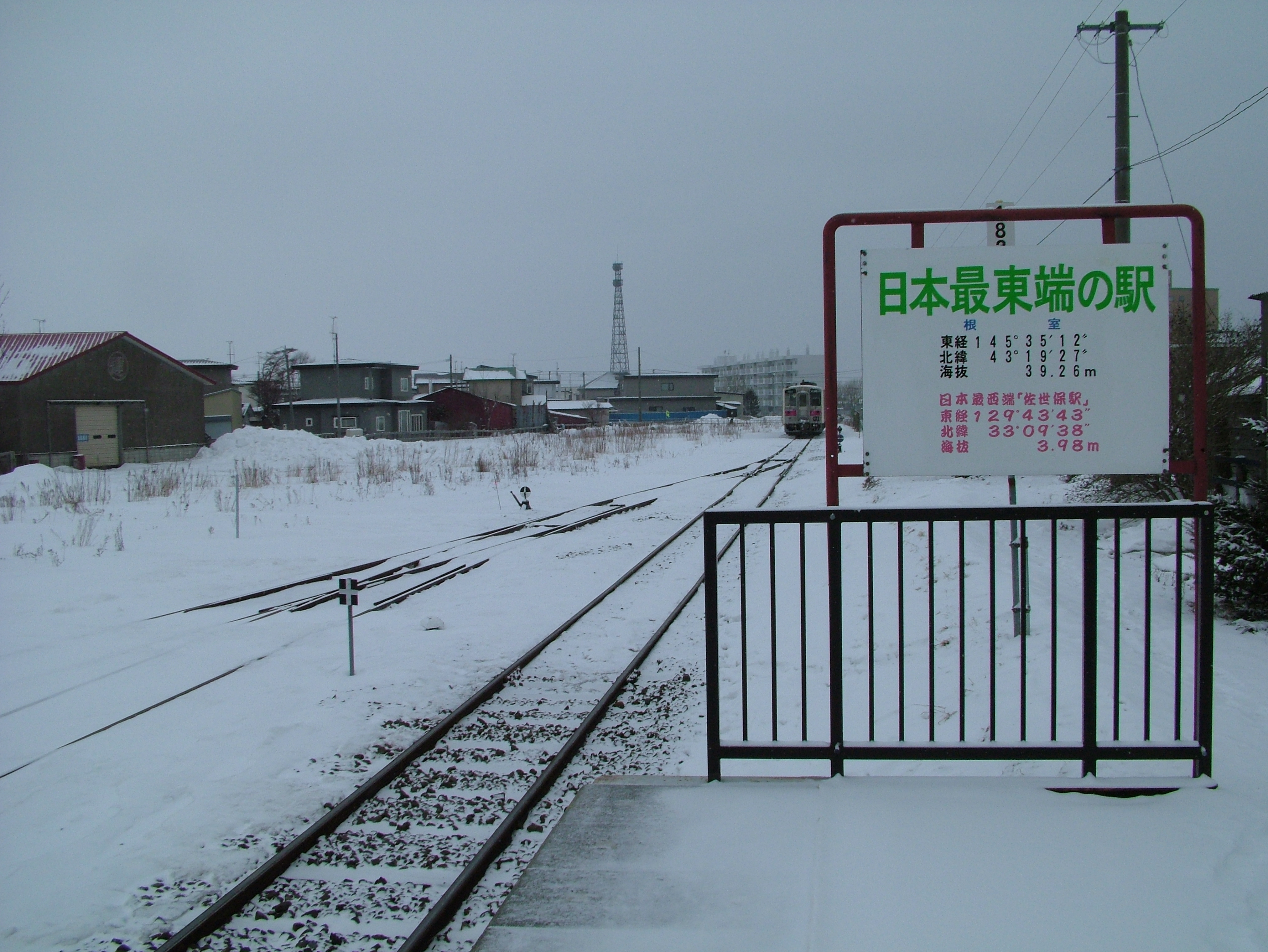
かつて設置されていた、「日本最東端の駅」の看板（当時は隣りの東根室が実際の最東端であった）（2005年3月）
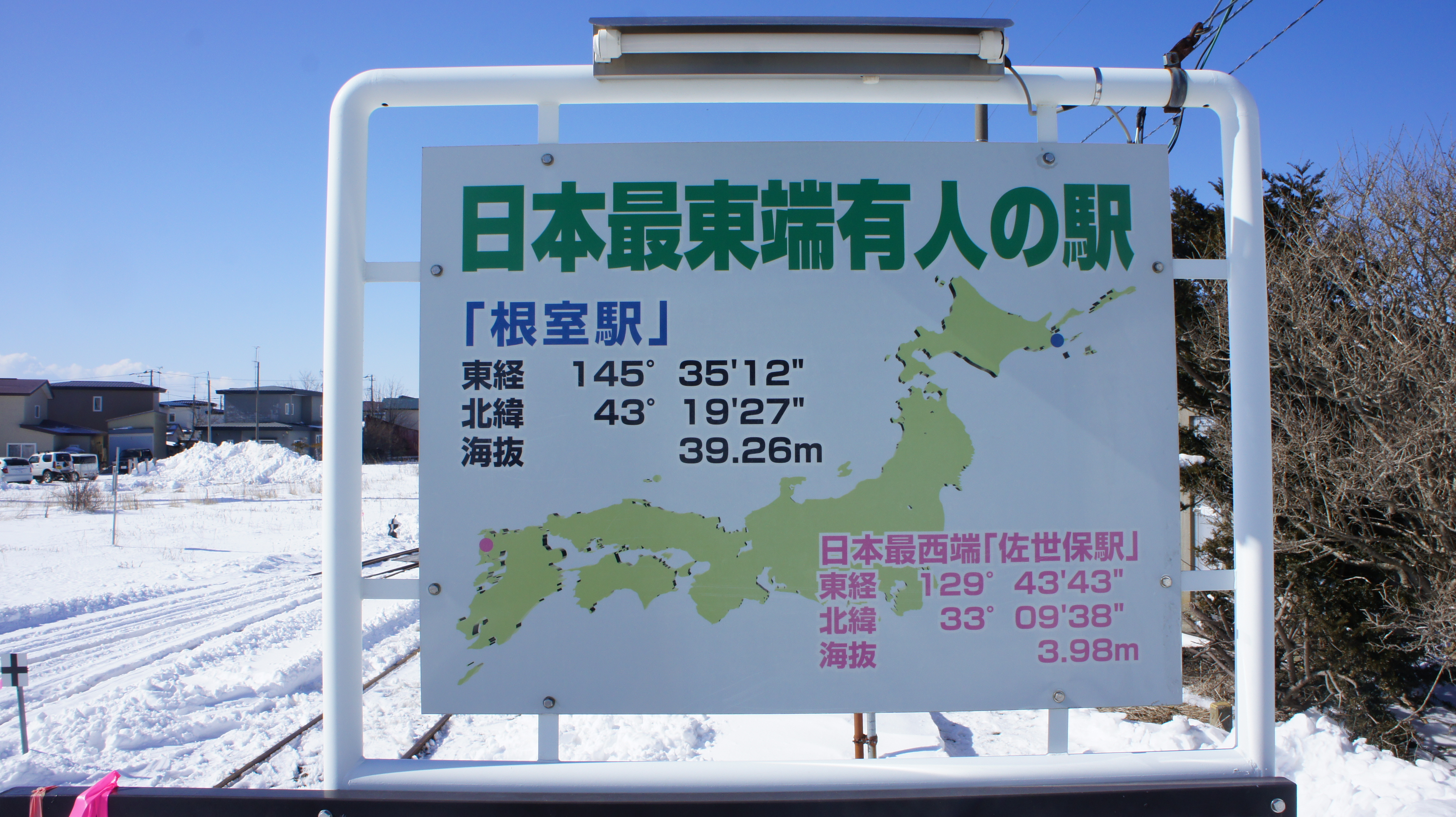
「日本最東端有人の駅」の看板（2018年2月）

## 駅弁
2024年（令和6年）ごろまでは、主な駅弁として下記を販売していた。
- さんまそば
- さんま丼

2018年（平成30年）6月1日より、花咲線区間での「ご当地弁当」を楽しむ取り組みとして、根室駅を発着する一部列車（3本）で、ホームまで以下に記す駅弁を届けて販売するサービスを実施していた（いずれも事前予約制）。

## 利用状況
乗車人員の推移は以下のとおり。年間の値のみ判明している年については、当該年度の日数で除した値を括弧書きで1日平均欄に示す。乗降人員のみが判明している場合は、1/2した値を括弧書きで記した。
また、「JR調査」については、当該の年度を最終年とする過去5年間の各調査日における平均である。
| 年度               | 乗車人員（人） | 乗車人員（人） | 乗車人員（人） | 出典              | 備考                  |
| 年度               | 年間           | 1日平均        | JR調査         | 出典              | 備考                  |
| ------------------ | -------------- | -------------- | -------------- | ----------------- | --------------------- |
| 1978年（昭和53年） |                | 530            |                | [ 15 ]            |                       |
| 1979年（昭和54年） | 189,540        | (517.9)        |                | [ 16 ]            |                       |
| 1980年（昭和55年） | 181,854        | (498.2)        |                | [ 16 ]            |                       |
| 1981年（昭和56年） | 166,121        | (455.1)        |                | [ 16 ]            |                       |
| 1982年（昭和57年） | 148,606        | (407.1)        |                | [ 16 ]            |                       |
| 1983年（昭和58年） | 134,844        | (368.4)        |                | [ 16 ]            |                       |
| 1984年（昭和59年） | 118,346        | (324.2)        |                | [ 17 ]            |                       |
| 1985年（昭和60年） | 116,751        | (319.9)        |                | [ 17 ]            |                       |
| 1986年（昭和61年） | 114,811        | (314.6)        |                | [ 17 ]            |                       |
| 1987年（昭和62年） | 110,809        | (302.8)        |                | [ 17 ]            |                       |
| 1988年（昭和63年） | 112,135        | (307.2)        |                | [ 17 ]            |                       |
| 1989年（平成元年） | 105,061        | (287.8)        |                | [ 18 ]            |                       |
| 1990年（平成02年） | 100,045        | (274.1)        |                | [ 18 ]            |                       |
| 1991年（平成03年） | 103,610        | (283.1)        |                | [ 18 ]            |                       |
| 1992年（平成04年） | 98,578         | (270.1)        |                | [ 18 ]            | 1日平均乗降客数548人  |
| 1993年（平成05年） | 90,155         | (247.0)        |                | [ 18 ]            |                       |
| 1994年（平成06年） | 87,235         | (239.0)        |                | [ 20 ]            |                       |
| 1995年（平成07年） | 90,155         | (246.3)        |                | [ 20 ]            |                       |
| 1996年（平成08年） | 87,755         | (240.4)        |                | [ 20 ]            |                       |
| 1997年（平成09年） | 80,051         | (219.3)        |                | [ 20 ]            |                       |
| 1998年（平成10年） | 88,330         | (242.0)        |                | [ 20 ]            |                       |
| 1999年（平成11年） | 83,950         | (229.5)        |                | [ 21 ]            |                       |
| 2000年（平成12年） | 83,950         | (229.5)        |                | [ 21 ]            |                       |
| 2001年（平成13年） | 74,460         | (204.0)        |                | [ 22 ]            |                       |
| 2002年（平成14年） | 75,190         | (206.0)        |                | [ 22 ]            |                       |
| 2003年（平成15年） | 69,540         | (190.0)        |                | [ 22 ]            |                       |
| 2004年（平成16年） | 69,350         | (190.0)        |                | [ 22 ]            |                       |
| 2005年（平成17年） | 65,700         | (180.0)        |                | [ 22 ]            |                       |
| 2006年（平成18年） | 65,700         | (180.0)        |                | [ 23 ]            |                       |
| 2007年（平成19年） | 62,050         | (169.5)        |                | [ 23 ]            |                       |
| 2008年（平成20年） | 62,450         | (171.1)        |                | [ 23 ]            |                       |
| 2009年（平成21年） | 59,650         | (163.4)        |                | [ 23 ]            |                       |
| 2010年（平成22年） | 57,850         | (158.5)        |                | [ 23 ]            |                       |
| 2011年（平成23年） | (58560.0)      | (160.0)        |                | [ 24 ]            | 年間乗降人員：117,120 |
| 2012年（平成24年） | (55115.0)      | (151.0)        |                | [ 24 ]            | 年間乗降人員：110,230 |
| 2013年（平成25年） | (54020.0)      | (148.0)        |                | [ 25 ]            | 年間乗降人員：108,040 |
| 2014年（平成26年） | (48910.0)      | (134.0)        |                | [ 26 ]            | 年間乗降人員：97,820  |
| 2015年（平成27年） | (48312.0)      | (132.0)        |                | [ 27 ]            | 年間乗降人員：96,624  |
| 2016年（平成28年） | (36500.0)      | (100.0)        | 62.6           | [ 28 ] [ JR北 4 ] | 年間乗降人員：73,000  |
| 2017年（平成29年） | (39785.0)      | (109.0)        | 64.4           | [ 29 ] [ JR北 5 ] | 年間乗降人員：79,570  |
| 2018年（平成30年） | (35770.0)      | (98.0)         | 62.0           | [ 29 ] [ JR北 6 ] | 年間乗降人員：71,540  |
| 2019年（令和元年） | (32120.0)      | (87.8)         | 59.6           | [ 30 ] [ JR北 7 ] | 年間乗降人員：64,240  |
| 2020年（令和02年） |                |                | 55.4           | [ JR北 8 ]        |                       |
| 2021年（令和03年） |                |                | 58.0           | [ JR北 9 ]        |                       |
| 2022年（令和04年） |                |                | 60.4           | [ JR北 10 ]       |                       |

## 駅周辺
根室市の代表駅。周辺は公共施設などの大半の施設が集積する。

### 公共施設・金融機関
- 北海道根室振興局
- 根室市役所
- 北海道釧路方面根室警察署
- 根室警察署駅前交番
- 根室郵便局
- 根室大正郵便局
- 大地みらい信用金庫本店・駅前支店
- 北洋銀行根室支店
- 北海道銀行根室支店
- 道東あさひ農業協同組合（JA道東あさひ）根室支所
- 根室漁業協同組合
- 根室市観光インフォメーションセンター
  - 根室交通本社・根室駅前ターミナル
- 根室地方合同庁舎
  - 釧路地方法務局根室支局
  - 釧路地方検察庁根室支部
    - 根室区検察庁

  - 根室税務署
  - 根室公共職業安定所
- 根室簡易裁判所
- 根室市公民館
- 市立根室病院
- 北海道根室保健所
- 根室市図書館
- 根室市消防本部・根室市消防署

### 商業施設
- イオン根室店
- ビックリッキー根室店（旧 エムポケット）
- ツルハドラッグ根室店
- サッポロドラッグストア根室店
- マルシェ・デ・キッチン根室大正店
- クリエ（スーパーマーケット）
- カネカイチ鈴木商店「根室 海鮮市場」（鮮魚店）

### 宿泊施設
- 根室グランドホテル
- ホテルニューねむろ
- イーストハーバーホテル
- ビジネスホテル三洋館
- ホテルねむろ海陽亭（旧 大野屋旅館）
- 民宿ときわ

### その他
- 北海道道312号根室停車場線
- 国道44号
- 根室港
- ときわ台公園
- 明治公園
- 牧の内ダム

## バス路線
根室市観光インフォメーションセンター1階の根室駅前ターミナルに発着。
根室交通バス（および共同運行会社）により、納沙布岬方面などの根室市内路線や中標津空港連絡バス、釧路市方面および札幌市方面の都市間バスが発着する。発着路線は根室交通#路線バスを参照。

## 隣の駅
北海道旅客鉄道（JR北海道）
根室本線（花咲線）

■普通
昆布盛駅 - *西和田駅 - **花咲駅 - **東根室駅 - 根室駅
*：一部の下り列車は西和田駅を通過する。
**：打消線は廃駅